# 阿尔内·卡尔松 (冰球运动员)
阿尔内·卡尔松（瑞典語：Arne Carlsson，1943年1月5日—），瑞典男子冰球运动员，场上位置是后卫。他曾代表瑞典国家队参加1968年冬季奥林匹克运动会冰球比赛，获得第4名。